# 도시형 생활주택
도시형 생활주택은 주택법에 근거하여 국민주택 규모에 해당하는 300세대 미만의 공동주택이다. 도시지역에 건설되며, 2009년 5월부터 도입되었다. 서민과 1~2인 가구의 주거 안정을 위해 저렴하고 신속하게 주택 공급을 확대하고자 도입된 제도이다.

## 유형
도시형 생활주택은 주택법 시행령에 따라 세 가지 유형으로 나뉜다.
1. 아파트형 주택은 세대별 독립된 주거가 가능하도록 욕실과 부엌을 설치하고 지하층에는 세대를 설치하지 않은 아파트이다.[3] 2025년 1월 21일부터 소형주택의 명칭이 아파트형 주택으로 변경되었다.
2. 단지형 연립주택은 연립주택이다.[3][4]
3. 단지형 다세대주택은 다세대주택이다.[3][4] 단지형 연립주택과 단지형 다세대주택은 건축법에 따라 건축위원회 심의를 받은 경우 주택으로 쓰는 층수를 5개 층까지 건축할 수 있다.[3][4][5]

## 제한
도시형 생활주택은 하나의 건축물에 도시형 생활주택과 그 밖의 주택을 함께 건축할 수 없는 것이 원칙이다. 다만, 주거전용면적이 85제곱미터를 초과하는 주택 1세대와 함께 건축하는 경우 또는 국토의 계획 및 이용에 관한 법률 시행령에 따른 준주거지역 또는 상업지역에서 도시형 생활주택 외의 주택과 함께 건축하는 경우는 예외로 한다. 또한, 하나의 건축물에 단지형 연립주택 또는 단지형 다세대주택과 아파트형 주택을 함께 건축할 수 없다. 2025년 1월 21일부터 도시형 생활주택의 면적 제한이 완화되어 국민주택규모인 전용면적 85㎡ 이하까지 건축이 가능하다. 이전에는 소형주택의 경우 전용면적 60㎡ 이하로 제한되었으나, 이제 모든 도시형 생활주택을 전용면적 85㎡까지 지을 수 있게 되었다. 또한, 2024년 3월 19일부터 도시형 생활주택의 방 설치 제한이 폐지되었다. 도시형 생활주택은 주택법 제57조에 따른 분양가 상한제 적용에서 제외된다.